# Ogan Komering Ulu Timur
Ogan Komering Ulu Timur, kurz OKU Timur, ist ein indonesischer Regierungsbezirk (Kabupaten) in der indonesischen Provinz Sumatra Selatan. Ende 2023 leben hier knapp 700.00 Menschen. Das Verwaltungszentrum des Kabupaten OKU Timur ist Martapura.

## Geografie
Hinsichtlich seiner Territorialfläche belegt der Kabupaten Platz 10 von 17 Verwaltungseinheiten 2. Ordnung (Kabupaten/Kota) in der Provinz (3,93 %) bzw. Platz 56 von 120 Kabupaten der Insel Sumatra. Bevölkerungsmäßig wird Platz 5 innerhalb der Provinz (7,70 % der Einwohner) und Platz 13 der Insel Sumatra erreicht. Die Bevölkerungsdichte (200,6 Einw. je km²) ist annähernd doppelt so hoch wie der Provinzdurchschnitt (102,5).

### Lage
Der Regierungsbezirk Ogan Komering Ulu Timur liegt im südlichen Binnenland der Provinz Sumatra Selatan. Er grenzt im Südwesten an den Kabupaten Ogan Komering Ulu Selatan, im Westen an den „Mutterbezirk“ Ogan Komering Ulu, im Nordwesten an den Kabupaten Ogan Ilir, im Osten und Südosten an Ogan Komering Ilir sowie extern (außerhalb der Provinz Sumatra Selatan) an den Kabupaten Way Kanan von der Provinz Lampung.
Er erstreckt sich zwischen 3° 45′ und 4° 55′ s. Br. sowie zwischen 103° 40′ und 104° 33′ ö. L.

## Verwaltungsgliederung
Administrativ unterteilt sich OKU Timur in 20 Distrikte (Kecamatan) mit 332 Dörfern, lediglich im Hauptstadt-Kecamatan Martapura bestehen 7 Kelurahan mit städtischem Charakter. 2020 wurden 174.621 Haushalte gezählt mit durchschnittlich 3,91 Personen pro Haushalt.
| Code 1   | Kecamatan Distrikt           | Ibu Kota Verwaltungssitz     | Fläche (km²) | Einw. Zensus 2010 2 | Volkszählung 2020 | Volkszählung 2020 | Volkszählung 2020 | Anzahl der | Anzahl der |
| Code 1   | Kecamatan Distrikt           | Ibu Kota Verwaltungssitz     | Fläche (km²) | Einw. Zensus 2010 2 | Einw. 3           | 0Dichte 40        | Sex Ratio 5       | Dörfer     |            |
| -------- | ---------------------------- | ---------------------------- | ------------ | ------------------- | ----------------- | ----------------- | ----------------- | ---------- | ---------- |
| 16.08.01 | Martapura                    | Martapura                    | 102,16       | 48.141              | 54.806            | 536,5             | 105,05            | 16 6       |            |
| 16.08.02 | Buay Madang                  | Kurungan Nyawa               | 114,36       | 35.689              | 37.036            | 323,9             | 104,25            | 17         |            |
| 16.08.03 | Belitang                     | Gumawang                     | 354,50       | 50.509              | 51.300            | 144,7             | 103,67            | 24         |            |
| 16.08.04 | Cempaka                      | Cempaka                      | 101,00       | 25.263              | 25.629            | 253,8             | 109,87            | 13         |            |
| 16.08.05 | Buay Pemuka Peliung          | Pulau Negara                 | 154,13       | 31.514              | 33.733            | 218,9             | 104,72            | 13         |            |
| 16.08.06 | Madang Suku II               | Kota Negara                  | 129,34       | 28.522              | 30.372            | 234,8             | 102,89            | 19         |            |
| 16.08.07 | Madang Suku I                | Rasuan                       | 211,25       | 34.019              | 35.493            | 168,0             | 108,15            | 13         |            |
| 16.08.08 | Semendawai Suku III          | Sriwangi                     | 297,77       | 36.842              | 39.221            | 131,7             | 105,87            | 19         |            |
| 16.08.09 | Belitang II                  | Sumber Jaya                  | 153,59       | 39.746              | 41.961            | 273,2             | 105,44            | 27         |            |
| 16.08.10 | Belitang III                 | Nusa Bakti                   | 153,87       | 32.951              | 35.413            | 230,1             | 105,16            | 20         |            |
| 16.08.11 | Bunga Mayang                 | Negeri Ratu                  | 113,54       | 15.841              | 17.460            | 153,8             | 105,85            | 8          |            |
| 16.08.12 | Buay Madang Timur            | Karang Tengah                | 156,25       | 53.450              | 56.277            | 360,2             | 103,14            | 33         |            |
| 16.08.13 | Madang Suku III              | Batumarta VI                 | 195,32       | 23.670              | 25.295            | 129,5             | 105,57            | 15         |            |
| 16.08.14 | Semendawai Barat             | Betung                       | 225,00       | 19.548              | 19.953            | 88,7              | 106,66            | 13         |            |
| 16.08.15 | Semendawai Timur             | Burnai Mulya                 | 183,27       | 32.693              | 33.298            | 181,7             | 107,77            | 21         |            |
| 16.08.16 | Jayapura                     | Bunga Mayang                 | 230,17       | 11.635              | 14.957            | 65,0              | 111,89            | 8          |            |
| 16.08.17 | Belitang Jaya                | Karsa Jaya                   | 91,97        | 18.204              | 20.296            | 220,7             | 105,09            | 17         |            |
| 16.08.18 | Belitang Madang Raya         | Tugu Mulyo                   | 163,59       | 40.837              | 44.704            | 273,3             | 105,35            | 17         |            |
| 16.08.19 | Belitang Mulya               | Petanggan                    | 45,97        | 19.853              | 20.735            | 451,1             | 103,18            | 12         |            |
| 16.08.20 | Buay Pemuka Bangsa Raja00    | Muncak Kabau                 | 192,95       | 11.055              | 11.914            | 61,7              | 103,80            | 7          |            |
| 16.08    | Kab. Ogan Komering Ulu Timur | Kab. Ogan Komering Ulu Timur | 3370,00      | 609.982             | 649.853           | 192,8             | 105,36            | 325 / 7    |            |

### Soziale Daten 2020
| Merkmal                                                            | OKU Timur | 0Prov. Sumatra Selatan0 |
| ------------------------------------------------------------------ | --------- | ----------------------- |
| Bevölkerung unterhalb der Armutsgrenze (Tsd.)0                     | 71,10     | 1.081,59                |
| Anteil der „armen Bevölkerung“ (indonesisch Penduduk miskin) (%)00 | 10,43     | 0.012,66                |
| Arbeitslosenrate (%)                                               | 03,81     | 0.005,51                |
| Lebenserwartung bei der Geburt (Jahre)                             | 69,10     | 0.073,39                |
| HDI-Index                                                          | 69,28     | 0.070,01                |
| Analphabetenrate (in %, 15+ J.)                                    | 02,09     | 0.001,25                |
| Anteil der Altersgruppen                                           | 0Real0    | 0Prozentual0            |
| Kinder (<15 J.)                                                    | 151.116   | 23,25                   |
| arbeitsfähige Bevölkerung (15–64 J.)                               | 451.615   | 69,49                   |
| Rentner und Pensionäre (>65 J.)                                    | 047.122   | 07,25                   |

### Aktuelle Daten der Bevölkerungsfortschreibung
Nachfolgende Tabelle gibt den Einwohnerstand nach Geschlecht vom Jahresende 2022 und 2023 wieder. Er resultiert aus den Ergebnissen der Fortschreibung durch die örtlichen Zivilregistrierungsbüros (Disdukcapil, indonesisch Dinas Kependudukan dan Pencatatan Sipil) und kann in einer interaktiven Karte abgerufen werden
| Kecamatan                      | 31.12.2022 | 31.12.2022 | 31.12.2022 | Fläche km² | 31.12.2023 | 31.12.2023 | 31.12.2023 | 31.12.2023         | 31.12.2023          |
| Kecamatan                      | 0Insg.     | männl.     | weibl.     | Fläche km² | 0Insg.     | männl.     | weibl.     | Dichte [Einw./km²] | Sex Ratio [M*100/F] |
| ------------------------------ | ---------- | ---------- | ---------- | ---------- | ---------- | ---------- | ---------- | ------------------ | ------------------- |
| Martapura                      | 58.355     | 29.761     | 28.594     | 198,30     | 59.280     | 30.270     | 29.010     | 298,9              | 104,34              |
| Buay Madang                    | 38.208     | 19.430     | 18.778     | 81,50      | 38.677     | 19.621     | 19.056     | 474,6              | 102,96              |
| Belitang                       | 52.841     | 26.808     | 26.033     | 67,04      | 53.569     | 27.181     | 26.388     | 799,1              | 103,01              |
| Cempaka                        | 26.502     | 13.548     | 12.954     | 401,42     | 26.629     | 13.598     | 13.031     | 66,3               | 104,35              |
| Buay Pemuka Peliung            | 35.116     | 17.907     | 17.209     | 173,01     | 35.991     | 18.327     | 17.664     | 208,0              | 103,75              |
| Madang Suku IiI                | 31.730     | 16.122     | 15.608     | 168,71     | 32.133     | 16.356     | 15.777     | 190,5              | 103,67              |
| Madang Suku I                  | 37.343     | 19.351     | 17.992     | 245,54     | 37.891     | 19.634     | 18.257     | 154,3              | 107,54              |
| Semendawai Suku III            | 40.463     | 20.797     | 19.666     | 217,36     | 41.155     | 21.122     | 20.033     | 189,3              | 105,44              |
| Belitang II                    | 43.165     | 22.153     | 21.012     | 201,96     | 43.766     | 22.421     | 21.345     | 216,7              | 105,04              |
| Belitang III                   | 35.947     | 18.395     | 17.552     | 141,17     | 36.716     | 18.751     | 17.965     | 260,1              | 104,38              |
| Bunga Mayang                   | 18.304     | 9.345      | 8.959      | 184,25     | 18.568     | 9.483      | 9.085      | 100,8              | 104,38              |
| Buay Madang Timur              | 57.735     | 29.333     | 28.402     | 145,85     | 58.562     | 29.782     | 28.780     | 401,5              | 103,48              |
| Madang Suku Iii                | 25.487     | 13.124     | 12.363     | 228,58     | 25.540     | 13.148     | 12.392     | 111,7              | 106,10              |
| Semendawai Barat               | 21.174     | 10.957     | 10.217     | 295,63     | 21.769     | 11.262     | 10.507     | 73,6               | 107,19              |
| Semendawai Timur               | 34.823     | 18.061     | 16.762     | 139,51     | 35.322     | 18.300     | 17.022     | 253,2              | 107,51              |
| Jayapura                       | 16.013     | 8.436      | 7.577      | 179,65     | 16.422     | 8.611      | 7.811      | 91,4               | 110,24              |
| Belitang Jaya                  | 20.838     | 10.613     | 10.225     | 113,39     | 21.394     | 10.907     | 10.487     | 188,7              | 104,00              |
| Belitang Madang Raya           | 45.992     | 23.601     | 22.391     | 110,70     | 46.867     | 24.046     | 22.821     | 423,4              | 105,37              |
| Belitang Mulya                 | 21.484     | 10.868     | 10.616     | 36,81      | 21.697     | 10.969     | 10.728     | 589,4              | 102,25              |
| Buay Pemuka Bangsa Raja        | 12.446     | 6.312      | 6.134      | 102,00     | 12.612     | 6.402      | 6.210      | 123,6              | 103,09              |
| Kab. Ogan Komering Ulu Timur00 | 673.966    | 344.922    | 329.044    | 3.432,38 1 | 684.560    | 350.191    | 334.369    | 199,4              | 104,73              |

## Verzeichnis der Kelurahan
Die nachfolgende Liste gibt den Einwohnerstand zum Jahresende 2022 (Semester II/2022) und genau ein Jahr später für alle Kelurahan im Bezirk Ogan Komering Ulu Timur wieder. Innerhalb eines Jahres stieg die Einwohnerzahl der 7 Kelurahan um 80 Einwohner.
Neben der Fläche und den Einwohnerzahlen sind auch deren Zugehörigkeiten zu den fünf Kecamatan aufgeführt, ebenso die errechneten Ergebnisse der Bevölkerungsdichte (in Einw. je km²) sowie des Geschlechterverhältnisses (Sex Ratio). Als erste Spalte ist der Strukturcode des indonesischen Innenministeriums angegeben. Er gibt gleichfalls Aufschluss über die Zugehörigkeit der Dörfer zu den übergeordneten Verwaltungsebenen: Die ersten drei Zahlenpärchen werden durch Punkte getrennt und geben die Provinz, den Regierungsbezirk (Kabupaten) und den Distrikt (Kecamatan) an. Als letztes folgt nach einem weiteren Trennungspunkt der vierstellige „Dorfcode“ – wobei städtisch geprägte Kelurahan immer mit 1 und „normale“ (ländliche) Desa mit einer 2 beginnen. Die Statistikseiten von BPS (Badan Pusat Statistik) verwenden eine andere Nomenklatur, auf die hier nicht näher eingegangen werden soll, da sie nur bei den Volkszählungen Anwendung findet.
Wie bei vorstehender Tabelle entstammen alle Daten der Fortschreibung durch die örtlichen Zivilregistrierungsbüros (Disdukcapil).
| Struktur- code | Kecamatan | Kelurahan        | Bevölkerung am Jahresende 2022 | Bevölkerung am Jahresende 2022 | Bevölkerung am Jahresende 2022 | Bevölkerung am Jahresende 2022 | Bevölkerung am Jahresende 2023 | Bevölkerung am Jahresende 2023 | Bevölkerung am Jahresende 2023 | Bevölkerung am Jahresende 2023 | Bevölkerung am Jahresende 2023 |
| Struktur- code | Kecamatan | Kelurahan        | Fläche (km²)                   | Gesamt                         | männlich                       | weiblich                       | Gesamt                         | männlich                       | weiblich                       | Dichte                         | Sex Ratio                      |
| -------------- | --------- | ---------------- | ------------------------------ | ------------------------------ | ------------------------------ | ------------------------------ | ------------------------------ | ------------------------------ | ------------------------------ | ------------------------------ | ------------------------------ |
| 16.08.01.1007  | Martapura | Dusun Martapura  | 21,79                          | 4.012                          | 2.060                          | 1.952                          | 4.013                          | 2.066                          | 1.947                          | 184,17                         | 106,11                         |
| 16.08.01.1008  | Martapura | Pasar Martapura  | 8,64                           | 2.521                          | 1.267                          | 1.254                          | 2.447                          | 1.232                          | 1.215                          | 283,22                         | 101,40                         |
| 16.08.01.1014  | Martapura | Paku Sengkunyit  | 6,66                           | 4.651                          | 2.359                          | 2.292                          | 4.621                          | 2.363                          | 2.258                          | 693,84                         | 104,65                         |
| 16.08.01.1016  | Martapura | Bukit Sari       | 14,37                          | 2.384                          | 1.183                          | 1.201                          | 2.441                          | 1.206                          | 1.235                          | 169,87                         | 97,65                          |
| 16.08.01.1017  | Martapura | Sungai Tuha Jaya | 27,63                          | 3.989                          | 2.198                          | 1.791                          | 3.885                          | 2.106                          | 1.779                          | 140,61                         | 118,38                         |
| 16.08.01.1018  | Martapura | Terukis Rahayu   | 15,82                          | 5.966                          | 2.999                          | 2.967                          | 6.124                          | 3.083                          | 3.041                          | 387,10                         | 101,38                         |
| 16.08.01.1019  | Martapura | Veteran Jaya     | 8,6                            | 4.103                          | 2.103                          | 2.000                          | 4.175                          | 2.153                          | 2.022                          | 485,47                         | 106,48                         |

## Demografie
Zwischen den beiden letzten Volkszählungen (indonesisch Sensus Penduduk) sank der Frauenanteil um ein Promille, stieg aber zum Jahresende wieder an. Die Ursache dürfte in den verschiedenen Zählmethoden zu finden sein (Volkszählung ÷ Fortschreibung).
| Jahr | Gesamt- bevölkerung | Männer  | %     | Frauen  | %     |
| ---- | ------------------- | ------- | ----- | ------- | ----- |
| 2010 | 00609.982           | 312.315 | 51,20 | 297.667 | 48,80 |
| 2020 | 00649.853           | 333.407 | 51,30 | 316.446 | 48,70 |
| 2023 | 00684.560           | 350.191 | 51,16 | 334.369 | 48,84 |

### Religion
| Religion       | Anzahl  | Anteil (%) | Gebäude |
| -------------- | ------- | ---------- | ------- |
| Islam          | 681.482 | 94,03      | 1.033 1 |
| Christen insg. | 023.868 | 03,29      | 00.170  |
| Davon:         |         |            |         |
| Protestanten   | 011.915 | 01,64      | 00.101  |
| Katholiken     | 011.953 | 01,65      | 000.69  |
|                |         |            |         |
| Hindus         | 015.860 | 02,19      | 00.132  |
| Buddhisten     | 003.546 | 00,49      | 0000.8  |

## Geschichte
Der Kabupaten Ogan Komering Ulu Timur (Timur = Ost) entstand gleichzeitig mit dem Kabupaten Ogan Komering Ulu Selatan (Selatan = Süd) Ende 2003 durch das Regierungsgesetz Nr. 37. Hierbei gab der „Mutterbezirk“ Ogan Komering Ulu etwa die Hälfte seiner Bevölkerung und ein Viertel seines Territoriums an den im Osten neugebildeten Kabupaten ab.
Bei der Neugründung bestand der neue Bezirk aus 10 Kecamatan, bis zum Jahr 2007 kamen 10 weitere hinzu:
- Bunga Mayang (7 Desa vom Kec. Martapura)[7]
- Buay Madang Timur (16 Desa vom Kec. Buay Madang[8])
- Madang Suku III (9 Desa vom Kec. Madang Suku II[9])
- Sememdawai Barat (8 Desa vom Kec. Cempaka[10])
- Sememdawai Timur (7 Desa vom Kec. Semendawai Suku III[11])
- Jayapura (7 Desa vom Kec. Martapura[12])
- Belitang Jaya (6 Desa vom Kec. Belitang und 3 Desa vom Kec. Belitang III[13])
- Belitang Madang Raya (12 Desa von den Kec. Madang Suku I, Semendawai Suku III und Buay Madang Timur[14])
- Belitang Mulya (10 Desa von den Kec. Semendawai Suku III und Belitang II[15])
- Buay Pemuka Bangsa Raja (7 Desa vom Kec. Buay Madang[16])

Der Kecamatan Buay Pemuka Peliung erfuhr als einziger bisher keine territorialen Veränderungen.